# Prades, Pyrénées-Orientales
Prades là một xã trong vùng Occitanie, thuộc tỉnh Pyrénées-Orientales, quận Prades, tổng Prades. Tọa độ địa lý của xã là 42° 37' vĩ độ bắc, 02° 25' kinh độ đông. Prades nằm trên độ cao trung bình là 357 mét trên mực nước biển, có điểm thấp nhất là 300 mét và điểm cao nhất là 745 mét. Xã có diện tích 10,87 km², dân số vào thời điểm 1999 là 5800 người; mật độ dân số là 533 người/km².

## Thông tin nhân khẩu
| 1962  | 1968  | 1975  | 1982  | 1990  | 1999  |
| ----- | ----- | ----- | ----- | ----- | ----- |
| 5 676 | 5 937 | 6 448 | 6 100 | 6 009 | 5 800 |

## Các thành phố kết nghĩa
- Ripoll, Tây Ban Nha
- Lousã, Bồ Đào Nha
- Kitzingen, Đức

## Nhân vật nổi tiếng
- Pablo Casals
- Thomas Merton

## Địa điểm tham quan
- Nhà thờ Saint-Pierre.